# ميخائيل أرمسترونغ (لاعب قذف)
ميخائيل أرمسترونغ (بالإنجليزية: Michael Armstrong)‏ هو لاعب قذف بريطاني، ولد في 1990 في بلفاست في المملكة المتحدة.